# 2025年世界运动会射箭比赛
2025年世界运动会射箭比赛是2025年世界运动会的一个项目，于2025年8月6日-16日在中国成都市龙泉驿区的青龙湖湿地公园举行。本届射箭比赛共设射准射箭和野外射箭两个分项，共产生7枚金牌。射准射箭运动员使用复合弓，设有男子、女子个人和男女混合团体3个小项。野外射箭分设光弓和反曲弓两种类型，共设男子、女子个人4个小项。

## 参赛资格
共有26名（复合弓）和12名（反曲弓和光弓）运动员获得各项目资格。多个资格赛在各大洲比赛期间举行。此外，世界排名结果也提供了复合弓项目的资格赛名次。

## 奖牌榜
| 排名                      | 国家 / 地区               | 金牌 | 銀牌 | 銅牌 | 总计 |
| ------------------------- | ------------------------- | ---- | ---- | ---- | ---- |
| 1                         | 意大利                    | 2    | 2    | 1    | 5    |
| 2                         | 墨西哥                    | 1    | 1    | 0    | 2    |
| 3                         | 荷兰                      | 1    | 0    | 1    | 2    |
| 4                         | 丹麦                      | 1    | 0    | 0    | 1    |
| 4                         | 法国                      | 1    | 0    | 0    | 1    |
| 4                         | 斯洛伐克                  | 1    | 0    | 0    | 1    |
| 7                         | 美国                      | 0    | 1    | 2    | 3    |
| 8                         | 爱沙尼亚                  | 0    | 1    | 1    | 2    |
| 9                         |                           | 0    | 1    | 0    | 1    |
| 9                         | 英国                      | 0    | 1    | 0    | 1    |
| 11                        | 西班牙                    | 0    | 0    | 1    | 1    |
| 11                        | 印度                      | 0    | 0    | 1    | 1    |
| 总计（共12个国家 / 地区） | 总计（共12个国家 / 地区） | 7    | 7    | 7    | 21   |

## 奖牌得主

### 射准射箭
| 项目           | 金牌                                              | 银牌                                                     | 铜牌                                        |
| 男子个人复合弓 | Mike Schloesser · 荷兰（NED）                     | Curtis Broadnax · 美国（USA）                            | Rishabh Yadav · 印度（IND）                 |
| 女子个人复合弓 | Andrea Becerra · 墨西哥（MEX）                    | Lisell Jäätma · 爱沙尼亚（EST）                          | Meeri-Marita Paas · 爱沙尼亚（EST）         |
| 混合团体复合弓 | 丹麦（DEN） · Mathias Fullerton · Sofie Marcussen | 墨西哥（MEX） · Andrea Becerra · Sebastián García Flores | 美国（USA） · Alexis Ruiz · Curtis Broadnax |

### 野外射箭
| 项目           | 金牌                               | 银牌                              | 铜牌                                 |
| 男子个人光弓   | Simone Barbieri · 意大利（ITA）    | 西蒙·费尔韦瑟 · （AUS）           | César Vera · 西班牙（ESP）           |
| 女子个人光弓   | Alicia Baumert · 法国（FRA）       | Cinzia Noziglia · 意大利（ITA）   | Fawn Girard · 美国（USA）            |
| 男子个人反曲弓 | Matteo Borsani · 意大利（ITA）     | 帕特里克·休斯顿 · 英国（GBR）     | Willem Bakker · 荷兰（NED）          |
| 女子个人反曲弓 | Denisa Baránková · 斯洛伐克（SVK） | 基娅拉·雷巴利亚蒂 · 意大利（ITA） | Roberta Di Francesco · 意大利（ITA） |

## 参赛代表团
- 阿根廷（1）
- （5）
- 奥地利（2）
- 比利时（1）
- 加拿大（2）
- 中国（7）
- 哥伦比亚（3）
- 克罗地亚（2）
- 丹麦（2）
- 爱沙尼亚（2）
- 法国（5）
- 德国（4）
- 英国（4）
- 危地马拉（1）
- 匈牙利（1）
- 印度（5）
- 伊朗（1）
- 以色列（1）
- 意大利（7）
- （1）
- 卢森堡（1）
- 马来西亚（1）
- 墨西哥（3）
- 纳米比亚（1）
- 荷兰（3）
- 新西兰（1）
- 波多黎各（1）
- 罗马尼亚（1）
- 斯洛伐克（2）
- 斯洛文尼亚（2）
- 南非（3）
- 韩国（2）
- 西班牙（3）
- 瑞典（2）
- 土耳其（4）
- 美国（10）